# トッド・ガーリー
トッド・ジェローム・ガーリー2世（Todd Jerome Gurley II, 1994年8月3日 - ）は、アメリカ合衆国メリーランド州ボルチモア出身の元アメリカンフットボール選手。ポジションはランニングバック（RB）。

## 経歴

### プロ入り以前
ノースカロライナ州ターボロ高校最終学年では2600ヤードと38タッチダウンを記録して4つ星と評価され、ジョージア大学へ進学した。
2012年シーズンはフレッシュマンながら1385ラッシングヤードと17ラッシングタッチダウンを記録した。翌年は10試合で989ラッシングヤードと10タッチダウンに加え、441レシービングヤードと6レシービングタッチダウンを記録した。
2014年シーズンはサイン入り記念品に対して金銭を受け取っていたとしてNCAAの規定違反により4試合の出場停止処分を科された。その後の復帰戦で前十字靭帯損傷を負い、シーズンの残りの試合を欠場したほか、NFLスカウティングコンバインでも参加が制限された。

### プロ入り後

#### ラムズ時代
2015年のNFLドラフトで、1巡目全体10番目で、ドラフト以前に訪問したことがなかったラムズから指名を受けた。プレシーズンではリハビリに励んだ。
2015年シーズンが始まると、第3週の9月27日、ピッツバーグ・スティーラーズ戦でデビューを飾り、6ラッシュで9ヤードを記録。次の週、ラムズはロードでアリゾナ・カーディナルスと対戦した。この試合でガーリーは前半2ヤードのラッシュにとどまっていたが、後半では144ヤードを記録し、チームも24-22で辛勝。その後のパッカーズ戦、ブラウンズ戦、49ers戦の3試合では毎試合128ヤード以上のラッシュを記録。10月25日のブラウンズ戦ではNFLキャリア初となるタッチダウンも記録した。NFL先発デビューから4試合で獲得した566ヤードという記録は、AFLとNFLの合併後では新記録であった。
ルーキーシーズンを通しては3試合を欠場するも、1106ラッシングヤード、10ラッシングタッチダウンを記録し、最優秀新人攻撃選手賞を受賞した。
2016年シーズンは全16試合に先発出場し、885ラン獲得ヤード、6ラッシングタッチダウンを記録した。
2017年シーズン、第3週のサンフランシスコ・49ers戦では149トータルヤードで3つのタッチダウンを記録し、9月のNFC月間最優秀攻撃選手賞を受賞した。
第17週のテネシー・タイタンズ戦では自己最長となる80ヤードのレシービングタッチダウンを記録。NFL史上3人目となる100ヤード以上のランと150ヤード以上のレシーブを記録した選手となり、27-23の勝利に貢献してNFC西地区の優勝を決めた。レギュラーシーズン最終戦は欠場したものの、749スクリメージヤードと8タッチダウンを記録して、12月のNFC月間最優秀攻撃選手賞を受賞した。
シーズンを通してはリーグ2位の1305ラン獲得ヤードを記録したほか、ラッシングタッチダウン13回、2093スクリメージヤード、合計タッチダウン19回はいずれもリーグトップの成績であり、最優秀攻撃選手賞を受賞した。
2018年4月24日、チームから5年目の契約オプションを行使された。さらに7月24日、2023年シーズンまでの4年総額6000万ドルの契約延長にラムズと合意した。
10月の4試合で462ラッシングヤードと7つのラッシングタッチダウン、157レシービングヤードと2つのレシービングタッチダウンを記録し、自身3度目となるNFC月間最優秀攻撃選手賞を受賞した。
シーズンを通しては1251ラッシングヤードを記録し、ラッシングタッチダウン17回と合計タッチダウン21回ではいずれもリーグトップを記録して、2年連続2度目となるオールプロファーストチームに選出された。
レギュラーシーズン最後の2試合を欠場したことや、プレーオフでの低パフォーマンスから、膝の怪我への懸念が付きまとった。2019年シーズンは控えRBと交代する場面が増え、自己最低となる857ラッシングヤードの獲得に留まった。2020年3月19日、ラムズから放出された。

#### ファルコンズ時代
2020年3月20日、アトランタ・ファルコンズと1年契約を結び移籍した。
2022年10月21日、現役引退の意向を表明した。

## 詳細情報

### 年度別成績

#### レギュラーシーズン
| 年度     | チーム     | 背 番 号 | 試合 | 試合 | ラン | ラン        | ラン             | ラン          | ラン | レシーブ | レシーブ    | レシーブ         | レシーブ  | レシーブ | ファンブル    | ファンブル |
| 年度     | チーム     | 背 番 号 | 出場 | 先発 | 回数 | 獲得 ヤード | 平均 獲得 ヤード | 最長 レシーブ | TD   | 回数     | 獲得 ヤード | 平均 獲得 ヤード | 最長 ラン | TD       | ファン ブル数 | ロスト     |
| -------- | ---------- | -------- | ---- | ---- | ---- | ----------- | ---------------- | ------------- | ---- | -------- | ----------- | ---------------- | --------- | -------- | ------------- | ---------- |
| 2015     | STL LA LAR | 30       | 13   | 12   | 229  | 1106        | 4.8              | 71T           | 10   | 21       | 188         | 9.0              | 31        | 0        | 3             | 1          |
| 2016     | STL LA LAR | 30       | 16   | 16   | 278  | 885         | 3.2              | 24T           | 6    | 43       | 327         | 7.6              | 33        | 0        | 2             | 1          |
| 2017     | STL LA LAR | 30       | 15   | 15   | 279  | 1305        | 4.7              | 57T           | 13   | 64       | 788         | 12.3             | 80T       | 6        | 5             | 2          |
| 2018     | STL LA LAR | 30       | 14   | 14   | 256  | 1251        | 4.9              | 36            | 17   | 59       | 580         | 9.8              | 56        | 4        | 1             | 1          |
| 2019     | STL LA LAR | 30       | 15   | 15   | 223  | 857         | 3.8              | 25            | 12   | 31       | 207         | 6.7              | 23        | 2        | 3             | 2          |
| 2020     | ATL        | 21       | 15   | 15   | 195  | 678         | 3.5              | 35            | 9    | 25       | 164         | 6.6              | 26        | 0        | 2             | 0          |
| NFL：5年 | NFL：5年   | NFL：5年 | 73   | 72   | 1265 | 5404        | 4.3              | 71            | 58   | 218      | 2090        | 9.6              | 80        | 12       | 14            | 7          |

- 2020年度シーズン終了時
- 太字は自身最高記録
- ■は最優秀攻撃選手受賞年
- ■はリーグ最高記録

### ポストシーズン
| 年度 | チーム | 試合 | 試合 | レシーブ | レシーブ    | レシーブ         | レシーブ      | レシーブ | ラン      | ラン        | ラン             | ラン      | ラン | ファンブル    | ファンブル |
| 年度 | チーム | 出場 | 先発 | 捕球数   | 獲得 ヤード | 平均 獲得 ヤード | 最長 レシーブ | TD       | 試行 回数 | 獲得 ヤード | 平均 獲得 ヤード | 最長 ラン | TD   | ファン ブル数 | ロスト     |
| ---- | ------ | ---- | ---- | -------- | ----------- | ---------------- | ------------- | -------- | --------- | ----------- | ---------------- | --------- | ---- | ------------- | ---------- |
| 2017 | LAR    | 1    | 1    | 14       | 101         | 7.2              | 33            | 0        | 4         | 10          | 2.5              | 4         | 0    | 0             | 0          |
| 2018 | LAR    | 3    | 3    | 30       | 160         | 5.3              | 35T           | 2        | 4         | 5           | 1.2              | 7         | 0    | 0             | 0          |
| 計   | 計     | 4    | 4    | 44       | 261         | 5.9              | 35            | 2        | 8         | 15          | 1.9              | 7         | 0    | 0             | 0          |

- 2019年度シーズン終了時
- 太字はスーパーボウル出場